# Helen Fisher
Helen Elizabeth Fisher, född 31 maj 1945 på Manhattan i New York, död 17 augusti 2024 i Bronx i New York, var en amerikansk antropolog och författare till självhjälpsböcker. Hon var knuten till Kinseyinstitutet vid Indiana University och medlem av Center For Human Evolutionary Studies vid Rutgers University. Före sin tid vid Rutgers University verkade hon som forskare vid American Museum of Natural History i New York.

## Biografi
Fisher tog 1968 en fil.kand.-examen i antropologi vid New York University. 1972 tog hon en MA-examen i fysisk antropologi, kulturantropologi, lingvistik och arkeologi vid University of Colorado i Boulder. Tre år senare tog hon en fil.dr.-examen i fysisk antropologi, fokuserad på ämnen som mänsklig evolution, primatologi, mänskligt sexuellt beteende och reproduktiva strategier, vid samma universitet.

### Forskning
Hon har i första hand studerat biologin kring kärlek och attraktion. När hon började forskningen inför produktionen av sin doktorsavhandling, funderade hon kring det konkreta ting som alla människor har gemensamt – deras strategi vad gäller fortplantningen. 2005 rekryterades hon av nätdejtningstjänsten match.com för att tillverka specialsajten chemistry.com som använde hennes forskning och erfarenhet för att skapa hormon- och personlighetsbaserade matchningar. Hon var under 2006 och 2008 uppmärksammad talare vid de årets TED-konferenser.
Fischer ger flera konkreta rekommendationer till romantiska par som vill förbättra chanserna till långsiktig och djup anknytning och kärlek. Detta inkluderar en tät och intim kontakt (som driver på oxytocin-nivåerna), engagemang i nya aktiviteter (som driver på dopamin-systemet) och vänligt bemötande och samtalande till partnern (som reducerar kortisol och kolesterol).

### Böcker
I sin bok Why We Love: The Nature and Chemistry of Romantic Love kastade Fisher fram tanken att människan utvecklat tre grundläggande hjärnrelaterade system för parning och reproduktion:
1. lust – sexdrift eller libido
2. passion – den romantiska kärlekens tidiga stadium
3. personlig anknytning – djup samhörighetskänsla med en långvarig partner

Kärleken kan inledas med vilken som helst av dessa tre känslor, menar Fisher. Vissa har sex med en obekant och blir sedan kära. Några blir först kära och har sedan sex med varandra. Några känner en djup samhörighetskänsla, en känsla som sedan utvecklas till romantik och sexuell lust. Men sexlusten utvecklades för att kunna initiera parning med ett antal olika partner, medan den romantiska kärleken utvecklades för att koncentrera parningsenergin till en partner i taget. Den personliga anknytningen utvecklades för att ge oss möjlighet att bilda en stark parrelation och svetsas samman som ett lag.
Fisher har diskuterat många av känslorna runt intensiv romantisk kärlek, och hon säger att det börjar när kärleksobjektet antar en "särskild betydelse". Då fokuserar du intensivt på henne eller honom. Folk kan lista olika saker som de ogillar hos ens käresta, men de föser dessa åt sidan och fokuserar på vad de istället tycker om. Detta känslokomplex har täta kopplingar till fenomen som intensiv energi, upprymdhet, humörsvängningar, känslomässigt beroende, separationsångest, känslan av att "äga någon", starkt begär och fysiska reaktioner som bultande hjärta och andnöd. Det viktigaste är dock en besatthet i tänkandet. Som Fisher har uttryckt saken: "Någon har bosatt sig i din skalle".
Fisher och hennes kollegor har studerat hjärnans funktion i samband med romantisk kärlek, genom att utnyttja fMRI-skanning av hjärnorna hos 49 kvinnor och män. Av dessa hade 17 nyligen blivit dödligt förälskade och 15 nyligen blivit dumpade, medan 17 rapporterade att de fortfarande var kära i varandra efter i genomsnitt 21 år långa äktenskap. En av Fishers centrala idéer är att romantisk kärlek som drift är starkare än sexdriften.
Genom hjärnskanning av personer som blivit dödsförälskade i varandra, diskuterar Fishers bok skillnaderna mellan kvinnliga och manliga hjärnor. I snitt tenderar män att visa upp större aktivitet i en region i hjärnan som kopplas samman med hanteringen av visuella stimuli, medan kvinnors hjärnor visar större aktivitet i områden i hjärnan som kan länkas samman med minnen och hågkomster. Fisher tänker sig att dessa skillnader stammar från olika evolutionära krafter som styr partnerval. I människans förhistoria (liksom än idag) har en man varit beroende av att kunna bedöma en potentiell kvinnlig partner genom visuella tecken, för att försäkra sig om att hon har hälsan i behåll och är i lämplig ålder för att kunna föda fram och uppfostra deras potentiella ättlingar. Men en kvinna/hona kunde utifrån en mans uppträdande inte veta om han skulle kunna bli en bra make och far; hon var därför tvungen att minnas hans tidigare beteende, handlingar och misslyckanden, och dessa minnen kunde hjälpa henne att göra mer effektiva partnerval.

### I kulturen
Fisher figurerar i Sleepless in New York, en dokumentärfilm från 2014 om krossade hjärtan och ensamhet. Hon syntes också i PBS Nova-specialen How to Find Love Online (2017), med datorbaserat dejtande som tema.